# Lea Polonsky
Lea Polonsky, in ebraico לאה פולונסקי‎? (Haifa, 25 maggio 2002), è una nuotatrice israeliana.

## Carriera
È sorella di Ron Polonsky, anch'egli nuotatore, e si allena negli Stati Uniti presso l'Università di Berkeley, in California.
Agli europei di Belgrado del 2024 è salita sul gradino più alto del podio nella staffetta 4x200 metri stile libero, mentre si è classificata seconda nei 200 metri farfalla alle spalle della connazionale Anastasia Gorbenko.

## Palmarès
- Europei

Belgrado 2024: oro nella 4x200m sl, argento nei 200m misti.
- Europei giovanili

Kazan' 2019: bronzo nei 200m misti.
- EYOF

Győr 2017: argento nei 200m misti e nella 4x100m misti mista.